# Краведжа
Краведжа (итал. Craveggia) — коммуна в Италии, располагается в регионе Пьемонт, в провинции Вербано-Кузьо-Оссола.
Население составляет 756  человек (30-6-2019), плотность населения составляет 20,87 чел./км². Занимает площадь 36,22 км². Почтовый индекс — 28852. Телефонный код — 0324.
Покровителями коммуны почитается святой апостол Иаков Старший, празднование 25 июля, и святой Христофор.

## Демография
Динамика населения:

## Администрация коммуны
- Официальный сайт: http://www.comune.craveggia.vb.it

## Примечание
1. ↑  Statistiche demografiche ISTAT. demo.istat.it. Дата обращения: 11 декабря 2019. Архивировано из оригинала 24 июля 2019 года.